# Bulle (Doubs)
Pour les articles homonymes, voir Bulle.
Bulle est une commune française située dans le département du Doubs, la région culturelle et historique de Franche-Comté et la région administrative Bourgogne-Franche-Comté.
Ses habitants sont nommés les Bullards et Bullardes.

## Géographie

### Climat
Pour des articles plus généraux, voir Climat de la Bourgogne-Franche-Comté et Climat du Doubs.
En 2010, le climat de la commune est de type climat de montagne, selon une étude du Centre national de la recherche scientifique s'appuyant sur une série de données couvrant la période 1971-2000. En 2020, Météo-France publie une typologie des climats de la France métropolitaine dans laquelle la commune est exposée à un climat de montagne ou de marges de montagne et est dans la région climatique  Jura, caractérisée par une forte pluviométrie en toutes saisons (1 000 à 1 500 mm/an), des hivers rigoureux et un ensoleillement médiocre. 
Pour la période 1971-2000, la température annuelle moyenne est de 7,3 °C, avec une amplitude thermique annuelle de 16,2 °C. Le cumul annuel moyen de précipitations est de 1 610 mm, avec 13,9 jours de précipitations en janvier et 10,9 jours en juillet. Pour la période 1991-2020, la température moyenne annuelle observée sur la station météorologique de Météo-France la plus proche, « Pontarlier », sur la commune de Pontarlier à 10 km à vol d'oiseau, est de 8,8 °C et le cumul annuel moyen de précipitations est de 1 463,6 mm. 
La température maximale relevée sur cette station est de 38 °C, atteinte le 25 juillet 2019 ; la température minimale est de −32 °C, atteinte le 12 janvier 1987,,. 
Les paramètres climatiques de la commune ont été estimés pour le milieu du siècle (2041-2070) selon différents scénarios d'émission de gaz à effet de serre à partir des nouvelles projections climatiques de référence DRIAS-2020. Ils sont consultables sur un site dédié publié par Météo-France en novembre 2022.

## Urbanisme

### Typologie
Au 1er janvier 2024, Bulle est catégorisée commune rurale à habitat dispersé, selon la nouvelle grille communale de densité à 7 niveaux définie par l'Insee en 2022.
Elle est située hors unité urbaine. Par ailleurs la commune fait partie de l'aire d'attraction de Pontarlier, dont elle est une commune de la couronne,. Cette aire, qui regroupe 54 communes, est catégorisée dans les aires de moins de 50 000 habitants,.

### Occupation des sols
L'occupation des sols de la commune, telle qu'elle ressort de la base de données européenne d’occupation biophysique des sols Corine Land Cover (CLC), est marquée par l'importance des territoires agricoles (69,3 % en 2018), en diminution par rapport à 1990 (72 %). La répartition détaillée en 2018 est la suivante : 
prairies (44,1 %), forêts (25,7 %), terres arables (23,7 %), zones urbanisées (3,9 %), zones agricoles hétérogènes (1,5 %), zones humides intérieures (1,1 %). L'évolution de l’occupation des sols de la commune et de ses infrastructures peut être observée sur les différentes représentations cartographiques du territoire : la carte de Cassini (XVIIIe siècle), la carte d'état-major (1820-1866) et les cartes ou photos aériennes de l'IGN pour la période actuelle (1950 à aujourd'hui).

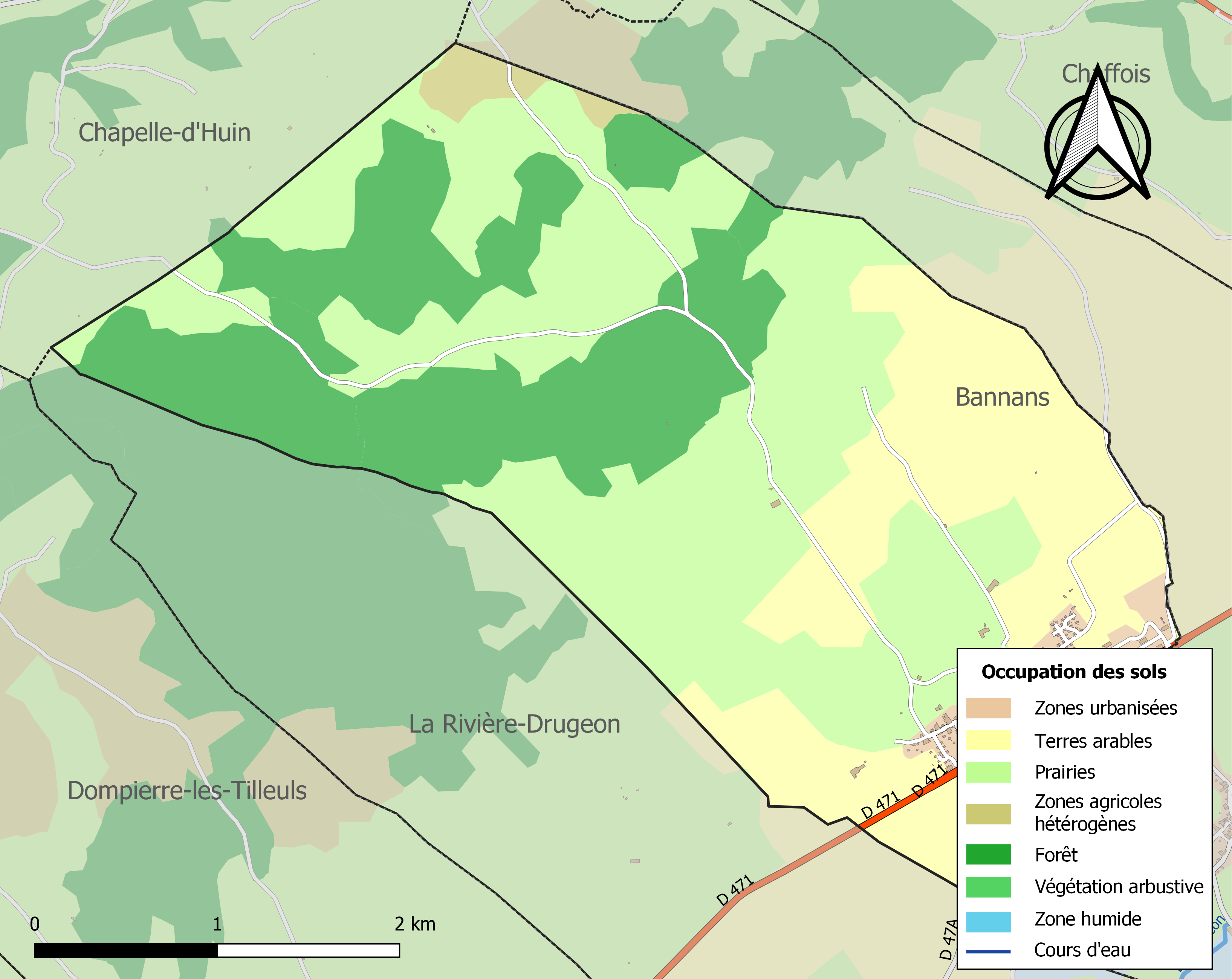
Carte des infrastructures et de l'occupation des sols de la commune en 2018 (CLC).

## Toponymie
Ad Stabulos vers 950 ; Bul en 1092, 1140 ; Boule en 1263 ; de Boulle en 1266 ; Boule en 1308 ; Bule en 1309 ; Bulle en 1329 ; Bule en 1629.

## Histoire
De son ancien nom « Ad stabulos », ou « Mons Torrerius », ou encore « Balerive », le village ne faisait pas partie de la seigneurie de La Rivière pourtant proche. En 1302, dans le testament d'Othon IV, comte de Bourgogne, celui-ci disait vouloir que soit donné « XL livres de nostre argent à cet homme qu'on appelle Facorner de Boulle devers Pontarlier ou à ses hoirs, pour aucun torz que nous entendons avoir de luy ». Dans une sentence de l'intendant de Franche-Comté du 16 mai 1695 il était dit que le bourg faisait partie de la châtellenie de Pontarlier comme Saint-Point et Arc-sous-Cicon.
Au XVe siècle, les habitants étaient en procès avec la maison de Chalon-Arlay car ils prétendaient avoir le droit de prendre du bois dans la forêt nommée la Côte-de-Bouverans pour leur chauffage et pour leur usage. Louis II de Chalon-Arlay soutenant le contraire c'est le parlement de Dole qui les départageait en décidant que les habitants de Bulle avaient la possession de l'usage dans cette forêt depuis le chemin du Laveron qui menait de La Rivière jusqu'au Mont-Sainte-Marie du côté de Pontarlier, le prince de Chalon ayant l'autre partie de ces bois.
Le village contenait un fief dépendant de Bannans, à cet effet le 15 septembre 1593 le roi Philippe II d'Espagne, alors souverain de Bourgogne, donnait, à titre d'échange, la moyenne et basse justice et la seigneurie du bourg à Nicolas Barillet seigneur de Bannans, conseiller du roi et maître des comptes à Dole. Devant ce fait les villageois protestèrent, ils spécifiaient qu'ils ne dépendaient que du roi et que la seigneurie appartenait à son domaine et que par conséquent ils voulaient rester sous son autorité, leur demande était acceptée en 1594.
Voir Dommartin

## Héraldique
| Blason de Bulle | Blason  | D'azur au chevron d'argent surmonté d'un vol abaissé et soutenu d'un croissant, le tout du même. |
| Blason de Bulle | Détails | Le statut officiel du blason reste à déterminer.                                                 |

## Politique et administration
| Période  | Période  | Identité            | Étiquette | Qualité               |
| -------- | -------- | ------------------- | --------- | --------------------- |
| 1995     |          | Bernard Pontarlier  |           |                       |
| 2008     | mai 2020 | Dominique Ménétrier | DVD       | Professeur des écoles |
| mai 2020 | En cours | Christophe André    |           |                       |

## Démographie
L'évolution du nombre d'habitants est connue à travers les recensements de la population effectués dans la commune depuis 1793. Pour les communes de moins de 10 000 habitants, une enquête de recensement portant sur toute la population est réalisée tous les cinq ans, les populations de référence des années intermédiaires étant quant à elles estimées par interpolation ou extrapolation. Pour la commune, le premier recensement exhaustif entrant dans le cadre du nouveau dispositif a été réalisé en 2008.

En 2022, la commune comptait 500 habitants, en évolution de +17,1 % par rapport à 2016 (Doubs : +1,88 %, France hors Mayotte : +2,11 %).
| 1793 | 1800 | 1806 | 1821 | 1831 | 1836 | 1841 | 1846 | 1851 |
| ---- | ---- | ---- | ---- | ---- | ---- | ---- | ---- | ---- |
| 446  | 478  | 506  | 442  | 506  | 501  | 510  | 502  | 535  |

| 1856 | 1861 | 1866 | 1872 | 1876 | 1881 | 1886 | 1891 | 1896 |
| ---- | ---- | ---- | ---- | ---- | ---- | ---- | ---- | ---- |
| 504  | 496  | 483  | 407  | 396  | 397  | 431  | 402  | 415  |

| 1901 | 1906 | 1911 | 1921 | 1926 | 1931 | 1936 | 1946 | 1954 |
| ---- | ---- | ---- | ---- | ---- | ---- | ---- | ---- | ---- |
| 406  | 388  | 380  | 338  | 339  | 300  | 298  | 263  | 254  |

| 1962 | 1968 | 1975 | 1982 | 1990 | 1999 | 2006 | 2008 | 2013 |
| ---- | ---- | ---- | ---- | ---- | ---- | ---- | ---- | ---- |
| 252  | 253  | 232  | 286  | 320  | 331  | 371  | 383  | 410  |

| 2018 | 2022 | - | - | - | - | - | - | - |
| ---- | ---- | - | - | - | - | - | - | - |
| 439  | 500  | - | - | - | - | - | - | - |

## Culture locale et patrimoine

### Lieux et monuments
- Plusieurs édifices recensés dans la base Mérimée :
  - l'église Saint-André au clocher comtois[23] qui renferme plusieurs éléments de mobilier recensés dans la base Palissy ;
  - trois fermes anciennes (XVIIIe siècle)[24] ;
  - une fontaine en pierre de taille du XVIIIe siècle[25].

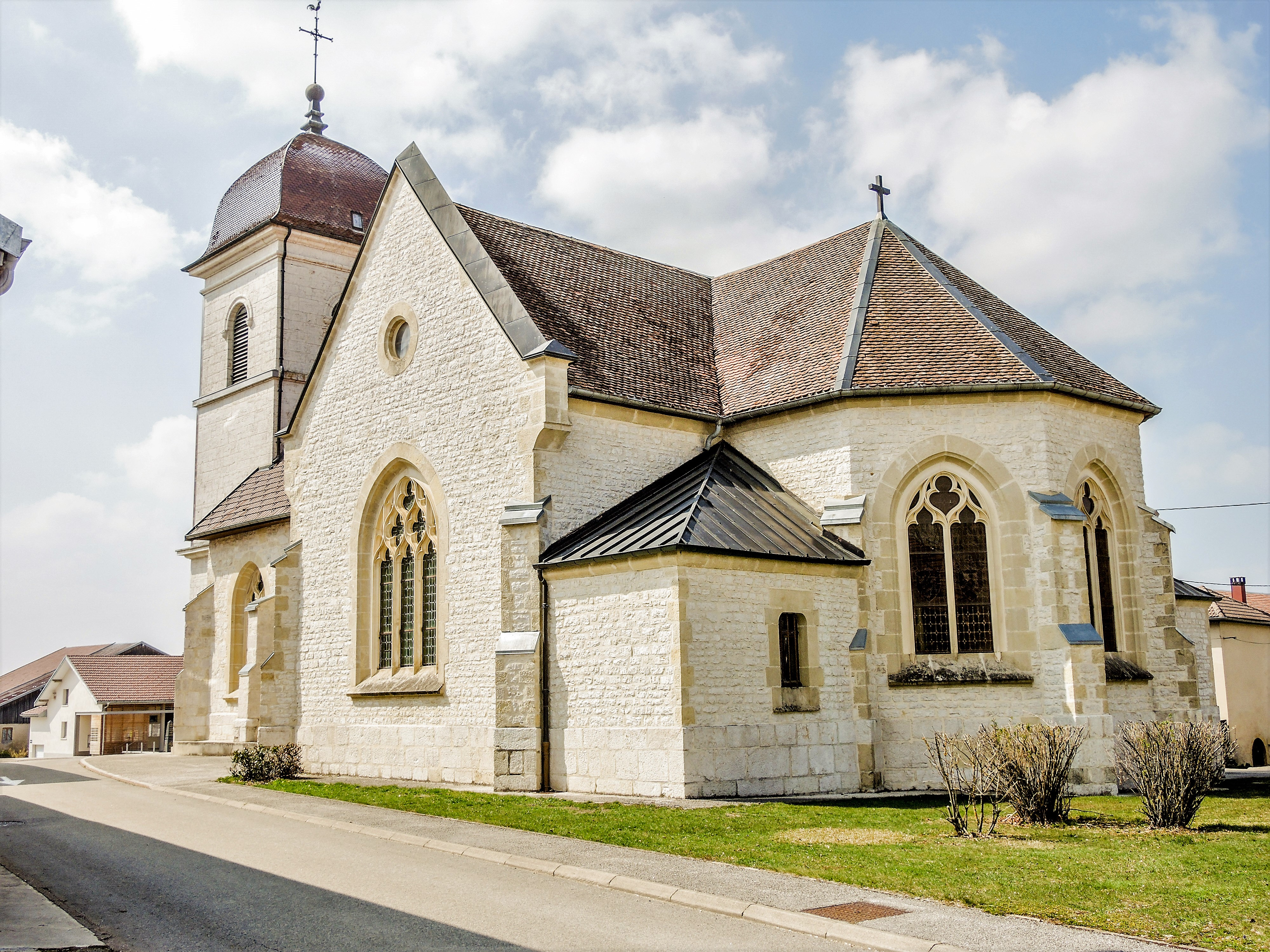
Église.
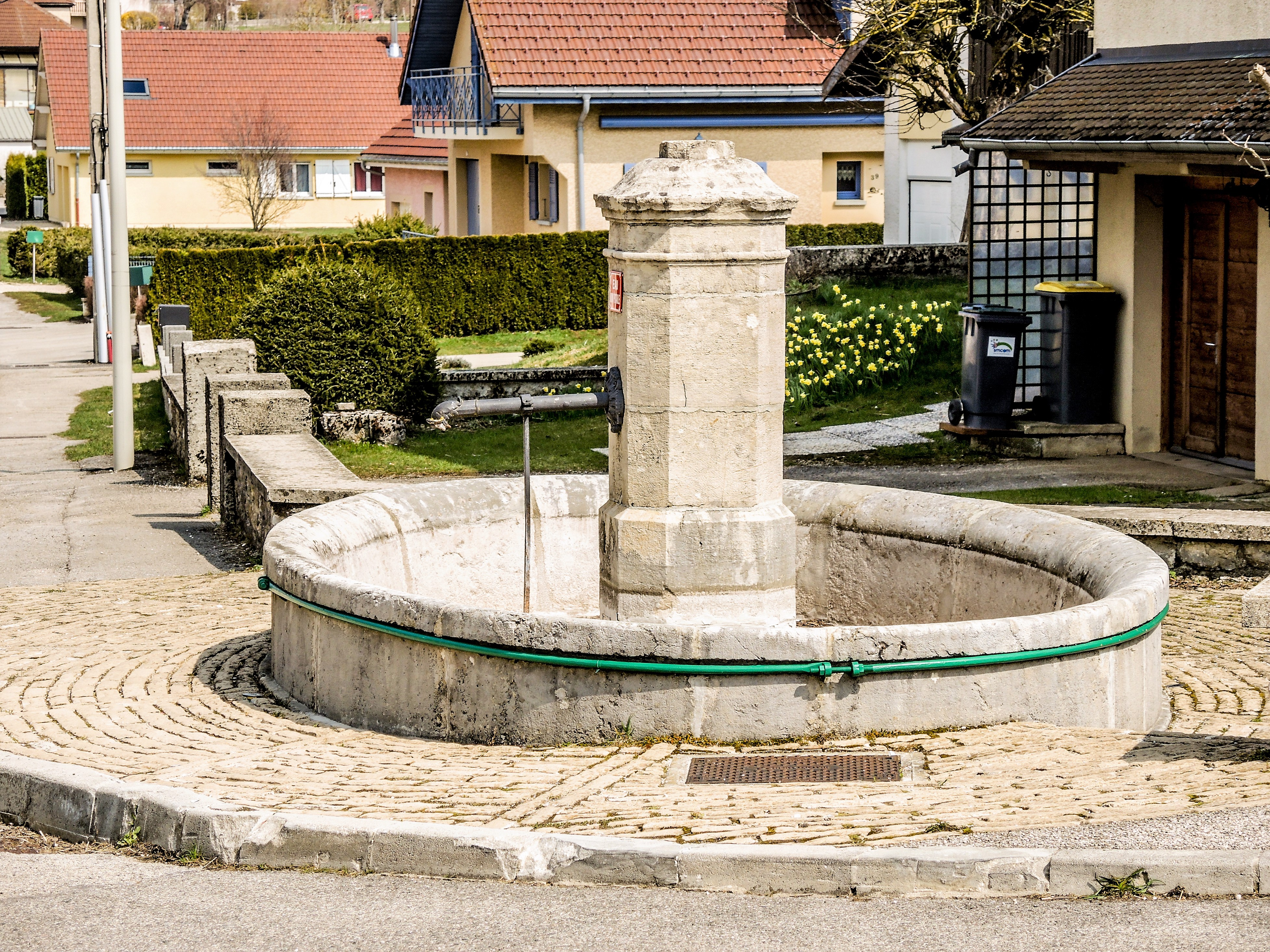
Fontaine.
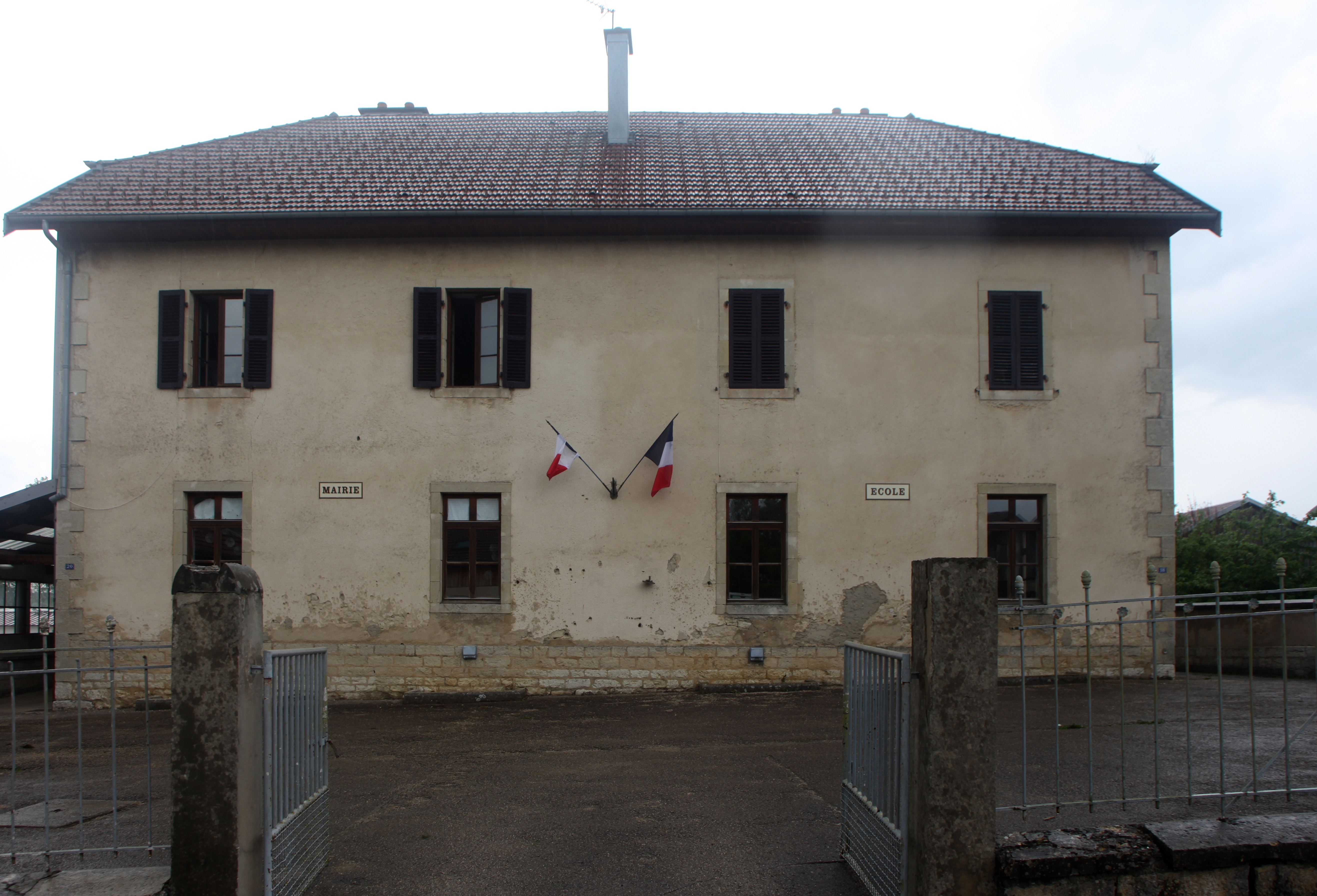
Mairie.
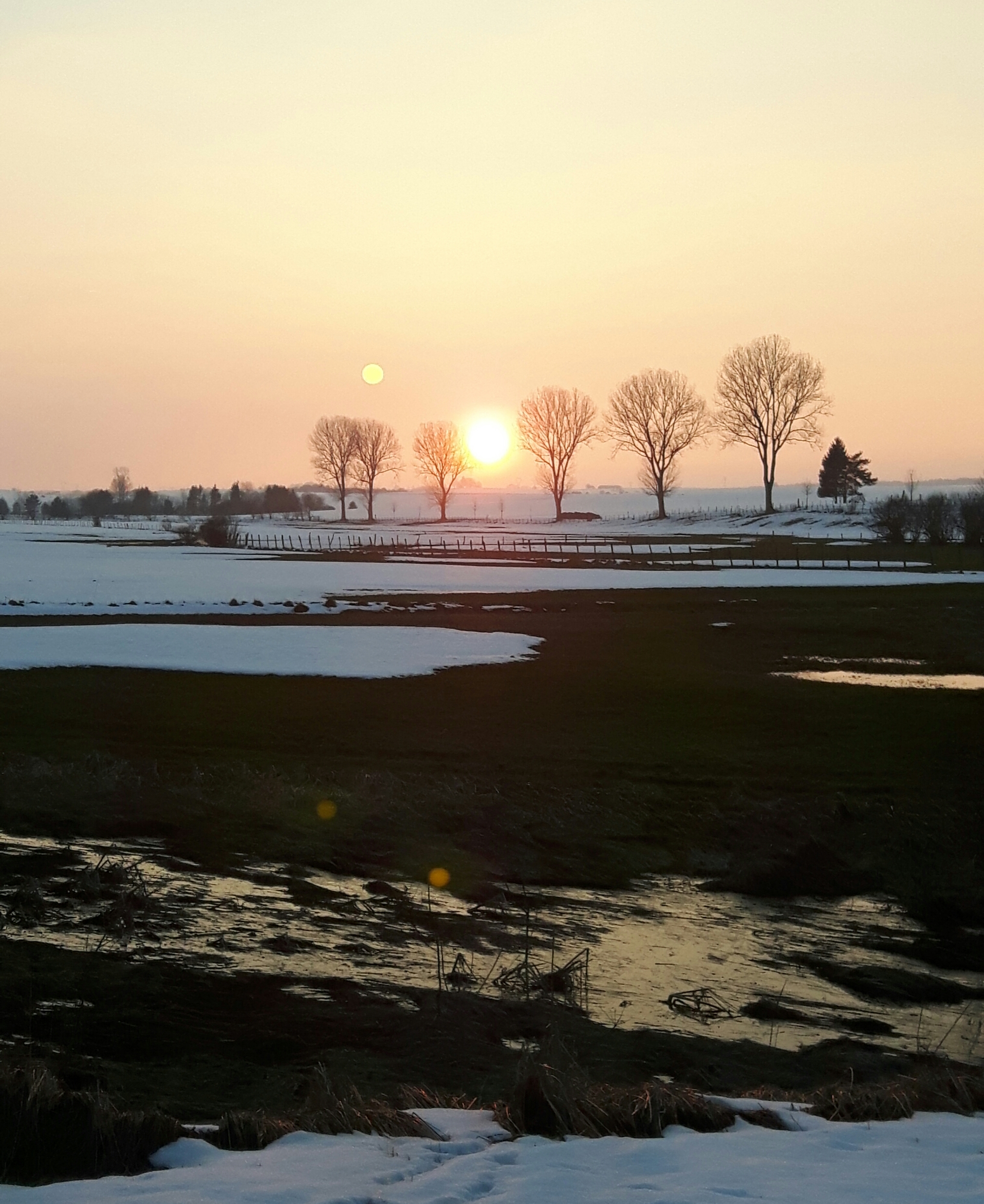
Coucher de soleil près de Bulle.